# Amiel Shomrony
Amiel Shomrony (Zagreb, 16. kolovoza 1917. -  Hatsevelet Hasharon, Izrael, 24. srpnja 2009.), bio je hrvatski Židov koji je preživio Holokaust.  

## Životopis
Amiel Shomrony rođen je u Zagrebu kao Emil Schwarz, 1917. godine. Živio je i radio u Zagrebu kao kantor zagrebačke sinagoge. Otac mu je bio dr. Milan Schwartz koji je do 1914. godine bio je upraviteljem bolnice u Zagrebu, a nakon 1917. godine bio je šefom oporavnog odjela u Zagrebu.
Uoči Drugoga svjetskog rata studirao je veterinu. Nakon uspostave NDH zbog antisemitskih mjera morao je prekinuti studij. Zaposlio se je u Židovskoj općini Zagreb i radio kao tajnik zagrebačkog nadrabina Miroslava Šaloma Freibergera. Sredinom 1943. godine, kada i posljednji još živi Židovi u Zagrebu bivaju uhićivani i odvoženi u Auschwitz na likvidaciju, pobjegao je iz Zagreba. Godine 1944. došao je u Palestinu, gdje je živio pod promijenjenim imenom.
Do umirovljenja u Izraelu radio je kao veterinar.
Umro je u Hatsevelet Hasharonu, u Izraelu, 24. srpnja 2009. godine.

## Zalaganje za priznanje Alojziju Stepincu
Godine 1970. podnio je prijedlog centru Yad Vashem da se nadbiskupu Alojziju Stepincu za njegove zasluge u spašavanju Židova dodijeli priznanje Pravednik među narodima. Drugi put podnio je prijedlog 1994. godine zajedno s dr. Igorom Primorcem. Prijedlog je oba puta odbijen.
Sudjelovao na znanstvenom skupu o 50. obljetnici sudskog procesa Alojziju Stepincu, u Zagrebu 11. – 12. listopada 1996. godine, s predavanjem "Nadbiskup Stepinac i Židovi".

## Djela
- My life and work in Israel (Moj život i rad u Izraelu)
- My roots (Moji korijeni)
- Shomrony i Stepinac, (U strojopisu, scenski prikaz u pet slika. "Djelo je strukturirano kao skup dijaloga od dolaska Himmlera u Zagreb, do trenutka kad je nadbiskup Stepinac napisao pismo poglavniku u kojem je zatražio oslobađanje rabina Freibergera.)[1]